# Comté de Rockland
Le comté de Rockland est l'un des 62 comtés de l'État de New York, aux États-Unis. Ce comté fait partie la conurbation new-yorkaise, bien que située en dehors de la municipalité de New York. Son chef-lieu est New City.
Il est situé à une vingtaine de kilomètres au nord-ouest de la ville de New York. Il s'agit d'un comté principalement périurbain.

## Géographie
Le comté de Rockland se trouve juste au nord de la frontière entre le New Jersey et le New York, à l'ouest de l'Hudson et au sud du comté d'Orange. C'est le plus petit comté de l'État situé en dehors de New York.

### Municipalités

#### Towns
Le comté compte cinq towns (communes) :
- Clarkstown (Pop. 82 082)
- Haverstraw (Pop. 33 811)
- Orangetown (Pop. 47 711)
- Ramapo (Pop. 108 905)
- Stony Point (Pop. 14 244)

#### Villages

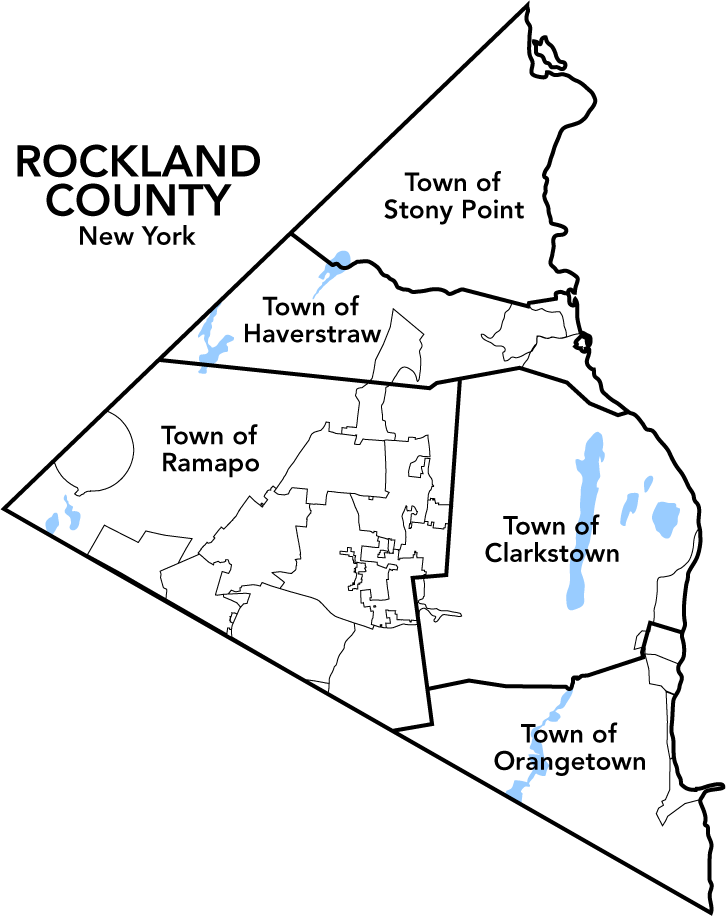
Carte du comté et de ses municipalités.

Dix-neuf villages se trouvent dans le comté, dont douze sont situés, au moins partiellement, dans Ramapo.
- Airmont (Town of Ramapo)
- Chestnut Ridge (Ramapo)
- Grand View-on-Hudson (Orangetown)
- Haverstraw (Haverstraw)
- Hillburn (Ramapo)
- Kaser (Ramapo)
- Montebello (Ramapo)
- New Hempstead (Ramapo)
- New Square (Ramapo)
- Nyack (Orangetown/Clarkstown)
- Piermont (Orangetown)
- Pomona (Haverstraw/Ramapo)
- Sloatsburg (Ramapo)
- South Nyack (Orangetown)
- Spring Valley (Ramapo/Clarkstown)
- Suffern (Ramapo)
- Upper Nyack (Clarkstown)
- Wesley Hills (Ramapo)
- West Haverstraw (Haverstraw)

#### Hamlets
- Bardonia (Town of Clarkstown)
- Blauvelt (Orangetown)
- Central Nyack (Clarkstown)
- Congers (Clarkstown)
- Garnerville (Haverstraw)
- Grassy Point (Stony Point)
- Hillcrest (Ramapo)
- Jones Point (Stony Point)
- Ladentown (Ramapo)
- Monsey (Ramapo)
- Mount Ivy (Haverstraw)
- Nanuet (Clarkstown)
- New City (Clarkstown)
- Orangeburg (Orangetown)
- Palisades (Orangetown)
- Pearl River (Orangetown)
- Sparkill (Orangetown)
- Stony Point (Stony Point)
- Tappan (Orangetown)
- Thiells (Haverstraw)
- Tomkins Cove (Stony Point)
- Valley Cottage (Clarkstown)
- Viola (Ramapo)
- West Nyack (Clarkstown)
- Upper Grandview (Orangetown)

Doodletown, une ancienne communauté, est aujourd'hui une ville fantôme.